# Gondokoro
Gondokoro era una stazione commerciale sulla riva orientale del Nilo Bianco o Bahr al-Jabal, nel Sudan del Sud, distante circa 1200 km da Khartum in direzione sud.
La sua importanza risiedeva nel fatto che questo luogo era l'estremo limite navigabile risalendo il Nilo da Khartum. Da qui in poi il viaggio verso l'Uganda andava continuato per via di terra.
Dopo la fondazione di Giuba, nel 1922, ha perso importanza.

## Origine

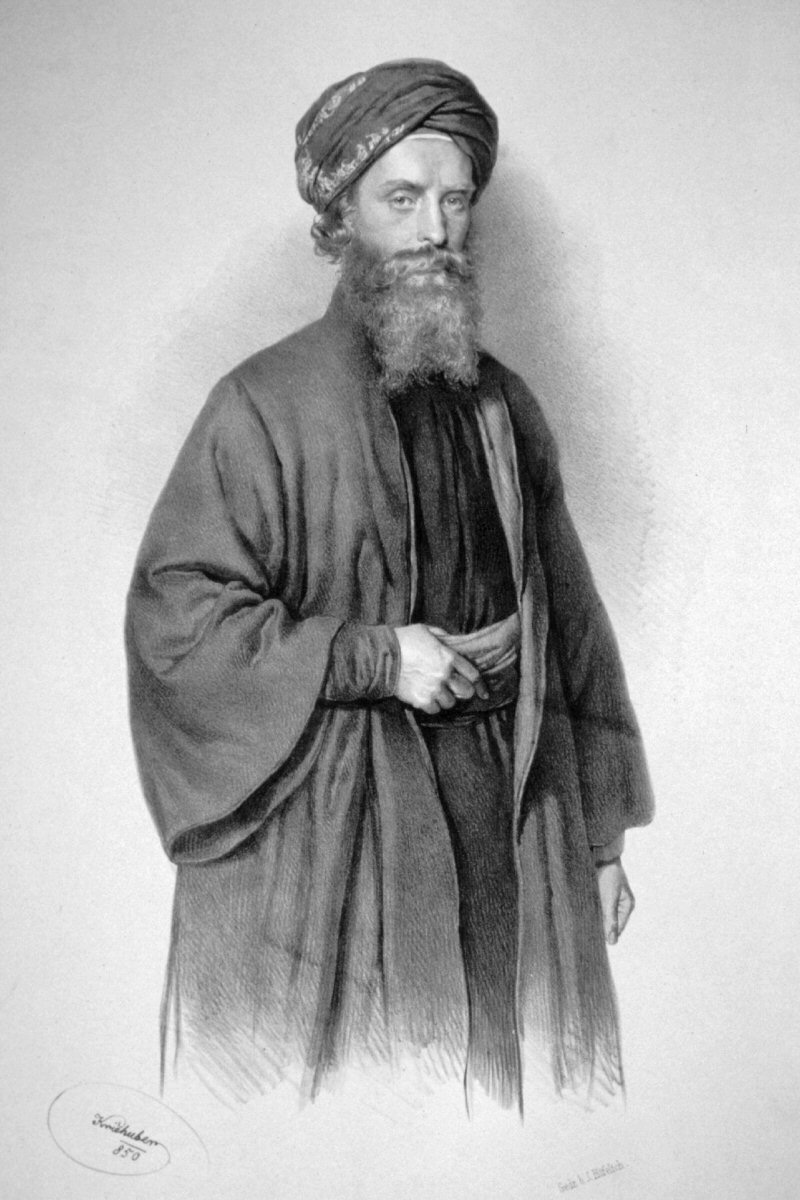
Ignazio Knoblecher (1819 - 1858)

Il missionario cattolico sloveno Ignazio Knoblecher  fondò qui una missione nel 1852, che fu abbandonata nel 1859.
Gondokoro il 13 febbraio 1863 vide l'arrivo degli esploratori John Hanning Speke and James Augustus Grant al termine del loro lungo viaggio da Zanzibar attraverso l'Africa centrale: arrivarono esausti attendendo i soccorsi
 da parte del console inglese John Petherick; poiché questi era assente per una battuta di caccia, essi furono accolti da Samuel Baker e dalla moglie Florence, che gli offrirono una tazza di tè.
Gondokoro nella seconda metà del 1800 fu la più importante base per gli esploratori che intraprendevano l'indagine del corso del Nilo Superiore. Fu visitata da gran parte dei viaggiatori italiani che si inoltrarono in quell'area: Antonio Antognoli, Gaetano Casati, Romolo Gessi, Giovanni Miani, Luigi Pennazzi, Carlo Piaggia, Angelo Vinco.

## Geografia fisica
Gondokoro: coord. 4°54'26"N 31°39'41"E dista circa 15 km in direzione NE dalla moderna città di Giuba, 4°49′30.61″N 31°36′38.94″E, capitale dello stato del Sud Sudan, ma si trova sulla riva opposta del Nilo; altri luoghi di interesse storico nelle vicinanze sono Lado e Regiaf (Rejaf).